# Майгоніс Валдманіс
Майгоніс Валдманіс (8 вересня 1933 — 30 жовтня 1999) — радянський баскетболіст.
Срібний призер Олімпійських Ігор 1952, 1956, 1960 років.
Чемпіон Європи 1957, 1959, 1961 років.